# Hibiscus socotranus
Hibiscus socotranus är en malvaväxtart som beskrevs av Lucas. Hibiscus socotranus ingår i Hibiskussläktet som ingår i familjen malvaväxter. Inga underarter finns listade i Catalogue of Life.